# Holomitrium urvilleanum
Holomitrium urvilleanum là một loài Rêu trong họ Dicranaceae. Loài này được (Müll. Hal.) W.D. Reese mô tả khoa học đầu tiên năm 1978.